# Philippi-Gletscher (Südgeorgien)
Der Philippi-Gletscher ist ein Gletscher am südöstlichen Ende Südgeorgiens. Er fließt in östlicher Richtung zur Brandt Cove im Drygalski-Fjord.
Teilnehmer der Zweiten Deutschen Antarktisexpedition (1911–1912) unter der Leitung Wilhelm Filchners kartierten ihn. Filchner benannte ihn nach dem deutschen Geologen Emil Philippi (1871–1910), einem Mitglied der Gauß-Expedition (1901–1903) unter der Leitung Erich von Drygalskis.